# ÍB Vestmannaeyja
ÍBV is een IJslandse voetbalclub uit Heimaey op de eilandengroep Vestmannaeyjar. De club werd opgericht in 1903 en heeft wit en zwart als traditionele kleuren. De thuiswedstrijden worden gespeeld in het Hásteinsvöllur.

## Historie
De eilandbewoners werden drie keer landskampioen en wonnen vier keer de IJslandse voetbalbeker. De club sloot het seizoen 2006 af als laatste in de Úrvalsdeild en degradeerde naar de tweede klasse. In 2009 keerde de club terug op het hoogste niveau. Daarna kwam het onafgebroken uit in de Úrvalsdeild, op de seizoenen 2020 en 2021 na, toen het in de 1. deild karla uitkwam.
Het toeschouwersrecord werd gevestigd op 3 augustus 2013, toen bezochten 3.024 mensen de wedstrijd tegen FH. Het oude record stond op 2.275 in de wedstrijd tegen KA, gevestigd in 2007. 
Vanaf 2025 ligt er kunstgras in het Hásteinsvöllur.

### Erelijst
- Landskampioen

1979, 1997, 1998
- Beker van IJsland

Winnaar: 1968, 1972, 1981, 1998, 2017
Finalist: 1970, 1980, 1983, 1996, 1997, 2000
- Supercup

Winnaar: 1983

### Eindklasseringen
- 2000 4e
Úrvalsdeild
- 2001 2e
Úrvalsdeild
- 2002 7e
Úrvalsdeild
- 2003 5e
Úrvalsdeild
- 2004 2e
Úrvalsdeild
- 2005 8e
Úrvalsdeild
- 2006 10e
Úrvalsdeild
- 2007 4e
1. deild karla
- 2008 1e
1. deild karla
- 2009 10e
Úrvalsdeild
- 2010 3e
Úrvalsdeild
- 2011 3e
Úrvalsdeild
- 2012 3e
Úrvalsdeild
- 2013 6e
Úrvalsdeild
- 2014 10e
Úrvalsdeild
- 2015 10e
Úrvalsdeild
- 2016 9e
Úrvalsdeild
- 2017 9e
Úrvalsdeild
- 2018 6e
Úrvalsdeild
- 2019 12e
Úrvalsdeild
- 2020 6e
1. deild karla
- 2021 2e
1. deild karla
- 2022 8e
Úrvalsdeild
- 2023 11e
Úrvalsdeild
- 2024 1e
1. deild karla

- Úrvalsdeild
- 1. deild karla

### ÍBV in Europa
ÍBV speelt sinds 1969 in diverse Europese competities. Hieronder staan de competities en in welke seizoenen de club deelnam:
- Champions League (2x)

1998/99, 1999/00
- Europacup I (1x)

1980/81
- Europa League (4x)

2011/12, 2012/13, 2013/14, 2018/19
- Europacup II (5x)

1969/70, 1973/74, 1982/83, 1984/85, 1997/98
- UEFA Cup (7x)

1972/73, 1978/79, 1983/84, 1996/97, 2000/01, 2002/03, 2005/06